# USCGC Polar Star (WAGB-10)
El USCGC Polar Star (WAGB-10) es el primero de los dos rompehielos de la clase Polar Star de la Guardia Costera de Estados Unidos.

## Historia
Con el objeto de reemplazar los rompehielos clase Wind, se ordenó la construcción de los USCGC Polar Star (WAGB-10) y USCGC Polar Sea (WAGB-11), cuya construcción fue llevada a cabo por el Lockheed Shipbuilding Company de Seattle. El Polar Star fue puesto en grada el 15 de mayo de 1972, botado el 17 de noviembre de 1973 y puesto en servicio el 19 de enero de 1976.
Una de sus misiones principales es abrir paso hacia la base McMurdo en el mar de Ross. Pero además de las funciones propias de un rompehielos, el barco cumple otras tareas, tanto en el océano Ártico como en el Antártico, tales como servir de plataforma para investigaciones científicas.
El 4 de enero de 2014, el Polar Star acudió en ayuda de los rompehielos ruso Akademik Shokalskiy y chino Xue Long, ambos atascados en el hielo. No obstante, cuatro días después, la Australian Maritime Safety Authority confirmó la liberación de ambos buques y el WAGB-10 fue relevado de la tarea.
En febrero de 2015, el Polar Star rescató al pesquero australiano Antarctic Chieftain, el cual tenía averías tres de sus cuatro hélices.
En 2017, la Guardia Costera decidió que el USCGC Polar Sea, fuera de servicio desde 2010, sirviera de fuente de repuestos para el USCGC Polar Star.
El 10 de febrero de 2019, el Polar Star sufrió un incendio mientras navegaba al norte del estrecho de McMurdo. La tripulación acabó con el fuego satisfactoriamente pero el buque quedó con averías en su sistema eléctrico.